# Ficus reflexa
Espèce
Classification phylogénétique
Ficus reflexa est une espèce de plante de la famille des Moracées. On la rencontre dans le sud-ouest de l'océan Indien. Son écorce est utilisée par certains habitants de Madagascar pour produire une sorte de lamba appelé fanto.